# Richard Pipes
Richard Edgar Pipes (11. července 1923 Cieszyn – 17. května 2018) byl americký historik, specializující se na ruské dějiny a poradce prezidenta USA Ronalda Reagana.

## Život
Narodil se v Cieszyně (Polsko) v židovské rodině. Dětství a mládí prožil ve Varšavě odkud jeho rodina odešla po okupaci Polska v říjnu 1939 a dostal se přes Itálii do USA. Zde vystudoval vysokou školu a v roce 1950 získal doktorát na Harvardově univerzitě, kde až do roku 1996 působil jako vysokoškolský pedagog. V letech 1981–1982 působil jako poradce amerického prezidenta Ronalda Reagana pro Sovětský svaz a východní Evropu. Publikoval velké množství knih věnovaných historií Ruska, Sovětského svazu i ruské revoluci v roce 1917.